# Cha Min-kyu
Cha Min-kyu (Koreanisch: 차민규, 車旼奎; * 16. März 1993 in Anyang) ist ein südkoreanischer Eisschnellläufer.

## Werdegang
Cha trat international erstmals bei den Juniorenweltmeisterschaften 2012 in Obihiro in Erscheinung. Dort wurde er Zehnter über 1000 m und Fünfter im 2-mal-500-m-Lauf. Im folgenden Jahr gewann er bei den Asienmeisterschaften in Changchun Bronze über 1000 m und Silber im 2-mal-500-m-Lauf. Zu Beginn der Saison 2016/17 startete er in Harbin erstmals im Weltcup und qualifizierte sie dabei mit dem ersten Platz über 500 m für die A-Gruppe. Tags darauf errang er den zehnten Platz über 1000 m und den sechsten Rang über 500 m. Beim folgenden Weltcup in Nagano erreichte er mit Platz drei über 500 m seine erste Podestplatzierung im Weltcup. Bei den südkoreanischen Meisterschaften 2016 siegte er über 1000 m und im Sprint-Mehrkampf. Bei der Winter-Universiade 2017 in Almaty gewann er über 1000 m und im 2-mal-500-m-Lauf jeweils die Goldmedaille. Im Februar 2017 holte er bei den Winter-Asienspielen 2017 in Obihiro Bronze über 500 m und errang über 1000 m den sechsten Platz. Bei den Einzelstreckenweltmeisterschaften 2017 in Gangwon kam er auf den 12. Platz über 500 m. Im Dezember 2017 lief er beim Weltcup in Calgary in 34,31 Sekunden mit persönlicher Bestzeit auf den zweiten Platz über 500 m. Im selben Monat wurde er wie im Vorjahr südkoreanischer Meister im Sprint-Mehrkampf. Bei den Olympischen Winterspielen 2018 in Pyeongchang gewann er die Silbermedaille über 500 m.
In der Saison 2018/19 erreichte Cha mit fünf Top-Zehn-Platzierungen, darunter Platz zwei über 500 m in Salt Lake City, den sechsten Platz im Gesamtweltcup über 500 m. Bei den Einzelstreckenweltmeisterschaften 2019 in Inzell holte er die Silbermedaille im Teamsprint und errang zudem über 500 m den vierten Platz.

## Persönliche Bestzeiten
- 500 m      34,03 s (aufgestellt am 10. März 2019 in Salt Lake City)
- 1000 m    1:09,00 min. (aufgestellt am 24. September 2016 in Calgary)
- 1500 m    1:51,33 min. (aufgestellt am 10. September 2016 in Calgary)
- 3000 m    4:09,69 min. (aufgestellt am 20. Januar 2016 in Seoul)

## Teilnahmen an Weltmeisterschaften und Olympischen Winterspielen

### Olympische Spiele
- 2018 Pyeongchang: 2. Platz 500 m, 12. Platz 1000 m

### Einzelstrecken-Weltmeisterschaften
- 2017 Gangwon: 12. Platz 500 m
- 2019 Inzell: 2. Platz Teamsprint, 4. Platz 500 m
- 2020 Salt Lake City: 7. Platz 500 m

### Sprint-Weltmeisterschaften
- 2018 Changchun: 11. Platz Sprint-Mehrkampf
- 2020 Hamar: 3. Platz Sprint-Mehrkampf